# Jász-Plasztik
Jász-Plasztik ist ein ungarischer Kunststoffverarbeiter sowie Batterie- und Werkzeughersteller mit insgesamt 2.700 Beschäftigten. Das Unternehmen wurde 1990 von Lajos und János Kasza gegründet.
Jász-Plasztik stellt Spritzgussformen und EPS-Formen sowie Verputzmaterial, Verpackungsmaterialien und Kunststoffteile her. Zu den Kunden gehören Unternehmen wie Electrolux, Samsung, Jabil und VW.

## Geschichte
Lajos Kasza hatte bereits 1987 eine Spritzgussmaschine selbst gebaut. Nach der offiziellen Gründung des Unternehmens kaufte er eine gebrauchte KuASY-Maschine vom Kühlschrankwerk Lehel. Bis 1994 wurden mit 11 Spritzgussmaschinen Batteriegehäuse hergestellt. Als der Kunde, ein staatliches Batteriewerk, in Schwierigkeiten geriet, wurde er 1995 übernommen.
Nach dem Kauf von mehreren Engel-Spritzgussmaschinen im Jahr 1997 stieg Jász-Plasztik in die Fertigung von Gehäusen für Fernseher und Weißware ein. 2008 machten diese etwa 90 % des Umsatzes aus.

## Werke
Kunststoff:
- Jászberény, Ungarn
- Nyíregyháza, Ungarn
- Nagyréde, Ungarn
- Jászapáti, Ungarn
- Galanta, Slowakei
- Madaras, Ungarn

Akkumulatoren:
- Sülysáp, Ungarn
- Pécs, Ungarn